# Ramersdorf-Perlach
Ramersdorf-Perlach è uno dei distretti in cui è suddivisa la città di Monaco di Baviera, in Germania. Viene identificato col numero 16.

## Geografia fisica
Il distretto si trova nella parte sud-est della città.

### Suddivisione
Il distretto è suddiviso amministrativamente in 5 quartieri (Bezirksteile):
1. Ramersdorf
2. Balanstraße-West
3. Altperlach
4. Neuperlach
5. Waldperlach